# 俄罗斯地理
60°N 100°E / 60°N 100°E

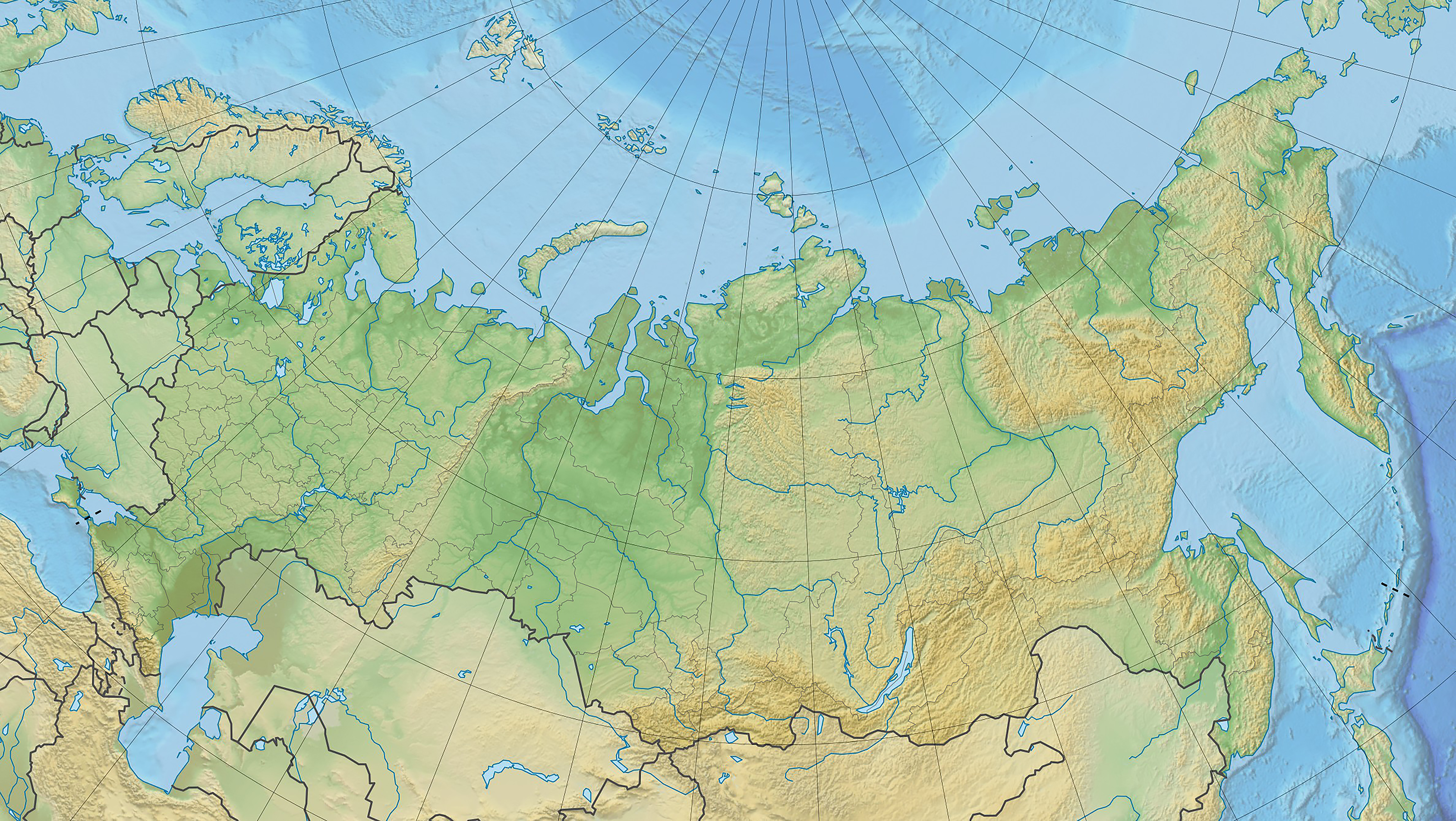
俄罗斯地图

俄罗斯跨越北纬50°–70°的亚欧大陆大部地区，大部分地貌屬於極地與森林的溫帶草原國家。南北宽2,500–4,000公里，东西长9,000公里，海岸线长约3.4万公里。

## 地貌
广大的西部、中东部地区分属俄罗斯地台、西伯利亚地台，中间被乌拉尔山脉、天山褶皱带分离。地台基底为前寒武纪结晶岩组成；上部为古生代到第四纪时期的沉积岩；基底由于侵蚀作用出露地表为地盾。东南、东北、西南部属地壳运动强烈、岩浆活动频繁的地槽，位在環太平洋地震帶上。
- 平原占70%；乌拉尔山脉以西是平均海拔170米的东欧平原；乌拉尔山脉以东、叶尼塞河以西为地势低平的西西伯利亚平原。
- 叶尼塞河、勒拿河之间为平均海拔600米的中西伯利亚高原；河流切割多。
- 西南、东部为山地，有大高加索山脉北坡、萨彦岭、贝加尔山脉、上扬斯克山脉、切尔斯基山脉、太平洋沿岸山脉等。其中大高加索山脉的厄尔布鲁士山海拔5,642米，为最高峰。

## 水系
俄羅斯四大河流：鄂畢河、葉尼塞河、勒拿河、伏爾加河。
- 长度超过10公里的河流有12万条；超过4,000公里的有鄂毕河、叶尼塞河、勒拿河。其中鄂毕河、叶尼塞河、勒拿河、北德维纳河、伯朝拉河等流入北冰洋；阿穆尔河流入太平洋；伏尔加河流入里海。
- 有近200万个湖泊。最大的贝加尔湖（面积31,500平方公里、最深1,620米，居世界第一）；还有拉多加湖、奥涅加湖等。

## 气候
基本上属温带、亚寒带大陆性气候以温带大陆气候为主，北极圈内属寒带气候。冬季漫长、严寒干燥。
- 均温：1月欧洲部分西部为-10℃，东西伯利亚中北部-40至-50℃，极端达-71℃，位于此地的奥伊米亚康也被称为北半球“寒极”）；7月西伯利亚北部沿岸1℃，濒临里海低地24℃。
- 降水量：欧洲部分西部600–800毫米；东西伯利亚200–300毫米；太平洋沿岸受季风影响，为500–1,000毫米；大高加索山地受地中海气旋、地形抬升影响，可达2,000毫米。

## 植被
- 极地荒漠：北冰洋各岛屿，大部覆盖冰雪；冰沼土裸露的石漠，稀疏的苔藓、地衣、藻类。
- 苔藓、森林苔藓：北极圈以北气温低、蒸发量小，沼泽化普遍；冰沼土；苔藓、地衣、小灌木；南部有一条宽50–200公里的森林苔藓带，由疏林构成，间有苔原。
- 森林：从欧洲部分中北部到勒拿河，为森林灰化土，北部属潜育灰化土；以亚寒带针叶林为主，沼泽化普遍。叶尼塞河以西，以茂密的云杉、冷杉为主，林下阴暗潮湿；东西伯利亚、远东地区以落叶松为主，冬季落叶，林下比较明亮；南部过渡到针阔叶林混交地带，土壤由灰化土过渡到灰色森林土、生草灰化土。
- 温带森林草原：从欧洲部分中南部到西西伯利亚平原南部，土壤为黑钙土、栗钙土，有机质高；从北部的温带阔叶林过渡到禾草类为主。
- 温带半荒漠、荒漠：位于伏尔加河下游的濒临里海低地，地势低洼，土壤为栗钙土、棕钙土，盐碱地较广；旱生半灌木、针茅、洋茅占优势。